# 柴望岱
柴望岱，直隸廣平府曲周縣人，清朝政治人物、進士出身。

## 生平
順治二年（1645年）乙酉科順天鄉試舉人，順治三年（1646年），聯捷進士二甲，授刑部陕西司主事。順治八年（1651年），擔任山西乡试主考官，后官至河南汝宁府知府。